# Sony Xperia Z5
Sony Xperia Z5 (інша назва — Sony Xperia Z5 Dual) — це смартфон на базі Android, який продавався та вироблявся Sony Mobile. Він є частиною серії Sony Xperia Z, був представлений під час прес-конференції на IFA 2015, 2 вересня 2015, разом із Xperia Z5 Compact і Z5 Premium. Пристрій було випущено в усьому світі в жовтні і в США як розблокований пристрій у лютому 2016 року.
Подібно до свого попередника, пристрій захищений від води та пилу з рейтингом IP65 та 68. Це перший пристрій Sony з датчиком відбитків пальців. Пристрій оснащено 23-мегапіксельною камерою з гібридним автофокусом за 0,03 секунди, який використовує ще й фазовий автофокус, аналогічний Xperia M5.
Він є наступником Sony Xperia Z3+ і є останнім смартфон серії Xperia Z, перший телефон якого було випущено в 2013 році. У лютому 2016 року старший менеджер з маркетингу продуктів Sony Mobile Джун Макіно це підтвердив, і заявив що всі майбутні телефони будуть випущені як частина серії Sony Xperia X. Однак він пояснив, що серія X не замінить серію Z. Згодом виявилося що флагманська серія, яка продовжувала серію Z, стала XZ.

## Дизайн

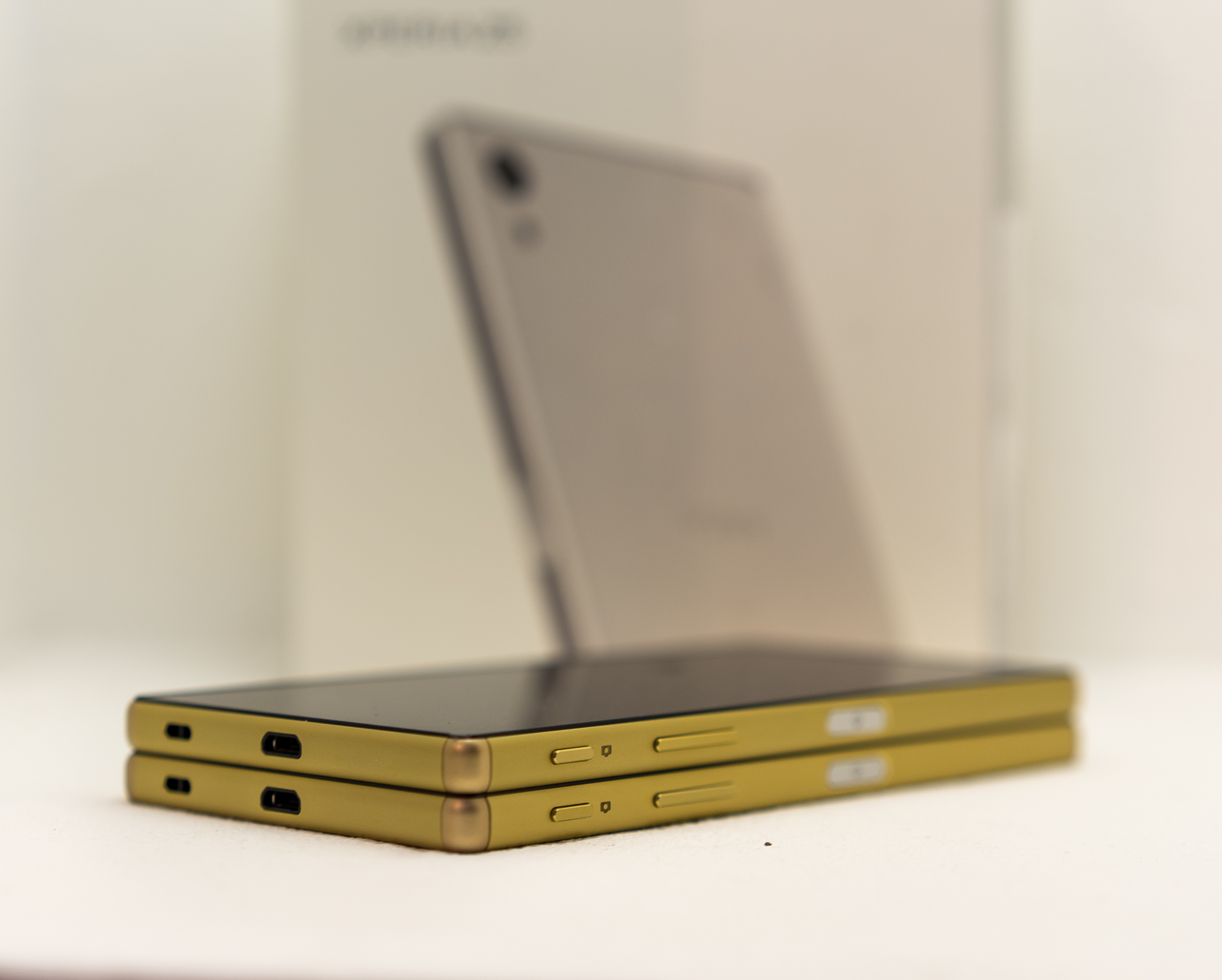

Зовнішній вигляд Xperia Z5 розроблено відповідно до концепції «Omni-Balance». На задній панелі використана поверхня з матового скла, а бічна — з металу. Колір задньої панелі повністю перетікає і на бокові, за виключенням кнопки живлення. Кути виготовлені з нейлону для кращого захисту від наслідків падінь, крім декоративної функції, також служать виїмкою для антен. На відміну від своїх попередників, Xperia Z5 має дизайн із більш гострими краями та більшим співвідношенням екрана та корпусу. Пристрій має рейтинг IP IP65 та IP68, що робить його пиле- та водостійким. На бічній панелі з правого боку, клавіша живлення була змінена через встановлений сканер відбитків пальців, що робить Z5 першим смартфоном, який не використовував, характерному дизайну, металеву, круглу кнопку живлення, але поміж інших кнопок вона все таки виділяється, сірим кольором. Нижче розташована гойдалка гучності, а кнопка спуску затвора камери на самому низу, проте вона трохи збільшена. Зверху розташований мікрофон і 3,5-мм роз’єм для навушників, а внизу microUSB і виїмка для закріплення ременця. Задня панель внизу має надпис «Xperia», в центрі «Sony», а вище центру мітка NFC. Камера розташована зверху у лівому куті задньої панелі, нижче світлодіодний спалах. На передній панелі є два основних динаміка, зверху і знизу. Логотип Sony і з обох боків, камера і датчики розташовані над дисплеєм. Він на 12,5 г важчий і на 0,4 мм товстіший за свого попередника Z3+.

## Характеристики смартфона

### Апаратне забезпечення
Смартфон працює на базі восьмиядерного процесора Qualcomm Snapdragon 810 (MSM8994), 3 ГБ оперативної пам’яті і використовує графічний процесор Adreno 430 для обробки графіки. Пристрій також має внутрішню пам’ять об’ємом 32 ГБ, із можливістю розширення карткою microSDXC до 200 ГБ. 
Апарат оснащений 5,15-дюймовим (132,08 мм відповідно) дисплеєм із розширенням 1080 × 1920 пікселів із щільністю пікселів 428 ppi, що виконаний за технологією IPS LCD. Він підтримує мультитач, а також такі функції дисплея, як Live Color LED, відтворюючи більш насичені кольори та більш рівномірне підсвічування. Ще для покращеного зображення і відео використовується технологіЇ Triluminos і X-Reality Engine. 
Задня камера Xperia Z5 має 23 мегапікселя з розміром сенсора 1/2,3 дюйма та діафрагмою f/2,0, оснащена новішим датчиком зображення Sony Exmor RS, замість 20,7-мегапіксельного датчика зображення, який використовувався у всіх його попередників, починаючи з Xperia Z1. Подібно до Xperia M5, пристрій також має гібридний автофокус, який використовує фазовий автофокус, за допомогу якого, може сфокусувати об’єкт за 0,03 секунди. Фронтальна камера також помінялася, тепер, на 5,1 мегапіксель з підтримкою HDR і записує відео в роздільній здатності 1080p.
Дані передаються через роз'єм microUSB 2.0, який також підтримує USB On-The-Go і порт HDMI (через MHL 3.0) для перегляду зображень і відео з пристрою на екрані телевізора. Щодо наявності бездротових модулів є Wi-Fi (802.11 a/b/g/n/ac 5 ГГц), DLNA, Bluetooth 4.1, вбудована антена стандарту GPS з A-GPS, ГЛОНАСС Бейдоу, NFC. В залежності від регіону, Z5 має кілька функцій, яких немає в інших версіях, наприклад для японського регіону, характерні такі функції як, 1seg, Osaifu-Keitai з використанням мікросхем Sony FeliCa. 
Xperia Z5 також має оновлену кнопку живлення, розташовану на правій стороні пристрою, із системою розпізнавання відбитків пальців, яку можна використовувати для розблокування телефону, як було згадано вище. Проте датчик відбитків пальців вимкнено в американській версії телефону через «ділове рішення», хоча його можна знову ввімкнути, змінивши мікропрограму.
Весь апарат працює від Li-ion акумулятора ємністю 2900 мА·г, що може пропрацювати у режимі очікування 540 годин (22,5 дня), у режимі розмови — 17 години, і важить 154 грам.

### Програмне забезпечення
На Xperia Z5 попередньо встановлено Android 5.1.1 «Lollipop» із користувацьким інтерфейсом і програмним забезпеченням Sony. Попередньо завантажені програми на Z5 надають доступ до різних служб Google, включаючи Google Play, за допомогою яких можна завантажувати та купувати програми, музику, фільми та електронні книги.
У перший тиждень березня 2016 року Sony випустила оновлення програмного забезпечення Android 6.0 «Marshmallow» для Xperia Z5.
23 серпня 2016 року Sony оголосила, що Xperia Z5 отримає оновлення до Android 7.0 «Nougat».  Оновлення почало поширюватися в січні 2017 року, але невдовзі після цього було призупинено, через «звіти деяких користувачів про проблеми, пов’язані з відтворенням аудіо через сторонні програми та низька продуктивність зчитування даних із зашифрованої SD-карти». Оновлення знову випустили у лютому 2017 року.